# Amphiplica concentrica
Amphiplica concentrica là một loài ốc biển, là động vật thân mềm chân bụng sống ở biển thuộc họ Pseudococculinidae.